# Paracobitis anguillioides
Paracobitis anguillioides är en fiskart som beskrevs av Zhu och Wang, 1985. Paracobitis anguillioides ingår i släktet Paracobitis och familjen grönlingsfiskar. Inga underarter finns listade i Catalogue of Life.